# Stade Universitario UES
Le stade Universitario UES est un stade de football situé à San Salvador qui accueille l'équipe du CD Universidad de El Salvador,.